# Chad Stuart
David Stuart Chadwick (10 de diciembre de 1941-20 de diciembre de 2020) fue un músico y productor discográfico británico, más conocido como Chad Stuart del dúo de la Invasión británica de 1960 Chad & Jeremy.

## Primeros años
Stuart nació el 10 de diciembre de 1941 en Windermere, Westmorland, una ciudad del noroeste de Reino Unido. Su padre, Frank Chadwick, era capataz en la industria maderera y su madre, Frieda Chadwick (de soltera, Bedford), era enfermera. A los cinco años, la familia de Stuart se trasladó a Hartlepool, en el noreste de Reino Unido, cuando el trabajo de su padre fue trasladado.
A los 10 años, Stuart fue reconocido por su talento musical y obtuvo una beca para asistir a la Durham Cathedral Chorister School. Tras su graduación, Stuart asistió brevemente a una escuela de arte durante un año, antes de pasarse al arte dramático. Obtuvo una beca para la Central School of Speech and Drama de Londres. Allí conoció a su futuro compañero de dúo Jeremy Clyde.

## Carrera
Chad Stuart y Jeremy Clyde comenzaron a trabajar en 1962 y tuvieron su primer éxito en el Reino Unido con "Yesterday's Gone" (1963). Esa canción se convirtió en un éxito en Estados Unidos al año siguiente como parte de la Invasión británica. A diferencia de los sonidos de la música rock de sus compañeros, Chad & Jeremy interpretaban un estilo suave, con influencias folclóricas, caracterizado por sus voces susurrantes y silenciosas. El dúo obtuvo una serie de éxitos en Estados Unidos, como "Willow weep for me", "Before and After" y su mayor éxito, "A Summer Song". Tras algunos fracasos comerciales y ambiciones personales divergentes, Chad & Jeremy se disolvieron en 1968.
Stuart ha escrito cuatro de las 11 canciones de Chad & Jeremy que entraron en el Hot 100 de Estados Unidos. Stuart es el único autor del primer éxito del dúo, "Yesterday's Gone" (su único éxito en el Reino Unido), así como de "You Are She" (Stuart/Clyde), "A Summer Song" (Stuart/Metcalfe/Noble) y "What Do You Want With Me" (Stuart/Clyde).
Tras la ruptura de Chad & Jeremy, Stuart trabajó como productor de plantilla en A&M Records y director musical de los Smothers Brothers. 
En 1967, prestó su voz a Flaps, u Oxigenao en español, uno de los dos buitres del clásico de Disney El libro de la selva.
A lo largo de los años, Stuart y Clyde se reunieron para grabar y hacer giras. En 2003, el dúo volvió a reunirse oficialmente y tuvo un programa de giras semirregular hasta la retirada de Stuart en 2016.

## Vida personal
Stuart se llamaba Chad de adolescente y se cambió legalmente el nombre en 1964. En 1964, Stuart se casó con su primera esposa, la modelo inglesa Jill Gibson, a quien conoció mientras asistía a la Central School of Speech and Drama.
Stuart tiene varios hijos e hijastros. Uno de los hijos de Stuart, de su primer matrimonio, es el actor de televisión, cine y voz estadounidense James Patrick Stuart.
Stuart se instaló posteriormente en el estado de Idaho, en el noroeste de Estados Unidos.
Stuart apoyó y donó a Hábitat para la Humanidad, la Sociedad Humanitaria, el Rescate de Caballos y otros beneficios. Todos los beneficios de las ventas de CD de su álbum de 2013 Chad Stuart & the KGB se destinaron a detener el sacrificio de caballos salvajes.
El 20 de diciembre de 2020, Stuart murió de neumonía tras una caída.